# Käthe Braun (Schauspielerin)
Katharina „Käthe“ Braun (* 11. November 1913 in Wasserburg am Inn; † 9. September 1994 in Berlin) war eine deutsche Schauspielerin und Drehbuchautorin.

## Leben
Nach privatem Schauspielunterricht bei Magda Lena in München folgte 1935 Brauns erstes Engagement am Bayerischen Staatstheater. 1938 wechselte sie an das Düsseldorfer Schauspielhaus und 1941 an das Stadttheater Straßburg, wo sie bis zur allgemeinen Theaterschließung 1944 spielte.
Katherina Braun heiratete im Jahr 1941 Johannes Paul Gottlieb Razum, von dem sie 1949 wieder geschieden wurde.
Nach dem Zweiten Weltkrieg kam sie wieder nach München und gastierte von 1947 bis 1951 am Deutschen Theater in Berlin. Ab 1951 trat sie auch im Westteil Berlins am Schillertheater und am Schlossparktheater, sowie anderen bundesdeutschen Spielstätten auf. Zu ihren Rollen gehörten die Titelfigur in Das Käthchen von Heilbronn, Annchen in Max Halbes Jugend, Rautendelein in Gerhart Hauptmanns Die versunkene Glocke, Elektra in Eugene O’Neills Trauer muss Elektra tragen, Gretchen in Goethes Faust, die Titelfigur in Die heilige Johanna, Hermia und Titania in Ein Sommernachtstraum, Desdemona in Othello, Viola in Was ihr wollt und Ophelia in Hamlet.
Anfang der 1950er-Jahre spielte sie auch einige größere Rollen in Filmproduktionen der DEFA, wie beispielsweise als Ehefrau des Fleischermeisters und Henkers Teetjen in der Zweig-Literaturadaption Das Beil von Wandsbek unter der Regie ihres zweiten Ehemannes, des zum Umfeld der Weißen Rose gehörenden Regisseurs und Widerstandskämpfers gegen den Nationalsozialismus Falk Harnack (1913–1991). Zuletzt wurde Käthe Braun bekannt als besorgte Mutter in Literaturverfilmungen der Lausbubengeschichten von Ludwig Thoma.

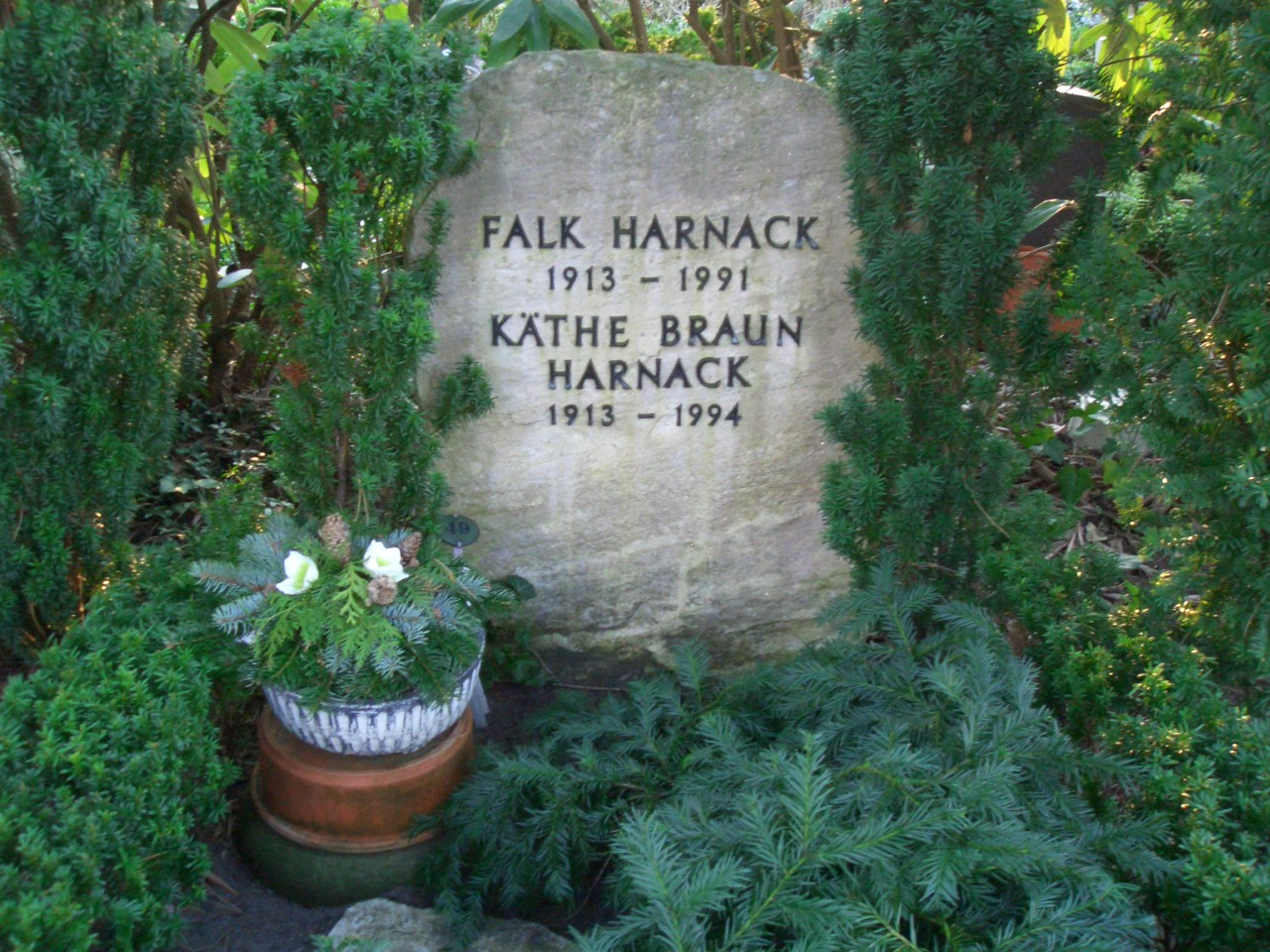
Grab des Ehepaars Harnack auf dem Friedhof Zehlendorf

Käthe Braun-Harnack starb 1994 im Alter von 80 Jahren in Berlin. Beigesetzt wurde sie neben ihrem drei Jahre zuvor verstorbenen Mann auf dem Friedhof Zehlendorf. (Feld 016-49)
Sie verfasste den 1978 erschienenen Roman Die Wiederbegegnung.
Ihr schriftlicher Nachlass befindet sich im Archiv der Akademie der Künste in Berlin.

## Filmografie
- 1936: Die Drei um Christine
- 1950: Dr. Semmelweis – Retter der Mütter
- 1951: Das Beil von Wandsbek
- 1955: Vor Gott und den Menschen
- 1955: Roman einer Siebzehnjährigen
- 1956: Fuhrmann Henschel
- 1956: Anastasia, die letzte Zarentochter
- 1957: Wie ein Sturmwind
- 1961: Ein wahrer Held
- 1963: Die Laokoon-Gruppe
- 1963: Mein Bruder Alf
- 1964: Lausbubengeschichten
- 1965: Tante Frieda – Neue Lausbubengeschichten
- 1966: Hokuspokus oder: Wie lasse ich meinen Mann verschwinden...?
- 1966: Onkel Filser – Allerneueste Lausbubengeschichten
- 1968: Unwiederbringlich
- 1969: Peter Brauer
- 1968: Das Kriminalmuseum (Fernsehserie) – Die Postanweisung
- 1969: Ludwig auf Freiersfüßen
- 1970: Einladung ins Schloß oder Die Kunst das Spiel zu spielen
- 1971: Ein Fall für Herrn Schmidt
- 1973: Die Kriminalerzählung (Fernsehserie) – Mann vermißt
- 1974: Der Verfolger, Rolle der Oberin
- 1975: Gestern gelesen (Fernsehserie) – Mein Name ist Zypanski
- 1975: Der Wohltäter (Drehbuch)
- 1980: Die Undankbare (Drehbuch)

## Theater

### Schauspielerin
- 1936: William Shakespeare: Der Sturm (Miranda) – Regie: Hans Schweikart (Residenztheater München)
- 1937: Heinrich von Kleist: Das Käthchen von Heilbronn (Käthchen) – Regie: Willy Meyer-Fürst (Prinzregententheater München)
- 1937: Eberhard Wolfgang Möller: Der Sturz des Ministers (Königin) – Regie: Walter Ullmann (Städtische Bühnen Düsseldorf)
- 1938: Oscar Wilde: Lady Windermeres Fächer (Lady Windemere) – Regie: Viktor Warsitz (Städtische Bühnen Düsseldorf)
- 1938: Friedrich Schiller: Die Verschwörung des Fiesco zu Genua (Bertha) – Regie: Herbert Wahlen (Städtische Bühnen Düsseldorf)
- 1940: Hans Schweikart: Lauter Lügen (Garda) – Regie: Viktor Warsitz (Städtische Bühnen Düsseldorf)
- 1940: Gerhart Hauptmann: Die versunkene Glocke (Elfe Rautendelein) – Regie: Heinz Dietrich Kenter (Theater Volksbühne am Horst-Wessel-Platz Berlin)
- 1940: William Shakespeare: Othello (Desdemona) – Regie: Peter Stanchina (Städtische Bühnen Düsseldorf)
- 1940: Gerhart Hauptmann: Der Biberpelz (Adelheid) – Regie: Anton Krilla (Städtische Bühnen Düsseldorf)
- 1941: Emil Strauß: Don Pedro (Juana) – Regie: ? (Theater der Stadt Straßburg)
- 1941: Hans Schweikart: Ich brauche dich (Julia) – Regie: ? (Theater der Stadt Straßburg)
- 1941: Max Halbe: Jugend (Nichte des Pfarrers) – Regie: ? (Theater der Stadt Straßburg)
- 1942: Arno Holz: Traumulus (Lydia Link) – Regie: Wolfgang Helmke (Theater der Stadt Straßburg)
- 1942: George Bernard Shaw: Die heilige Johanna (Johanna) – Regie: Wolfgang Helmke (Theater der Stadt Straßburg)
- 1942: Johann Wolfgang von Goethe: Urfaust (Gretchen) – Regie: Richard Weichert (Theater der Stadt Straßburg)
- 1943: William Shakespeare: Was ihr wollt (Viola) – Regie: Richard Weichert (Theater der Stadt Straßburg)
- 1943: Johann Wolfgang von Goethe: Clavigo (Marie) – Regie: Walter Felsenstein (Renaissance-Theater Berlin)
- 1943: Gerhart Hauptmann: Iphigenie in Aulis (Iphigenie) – Regie: Lothar Müthel (Burgtheater Wien)
- 1944: Gerhart Hauptmann: Die goldene Harfe (Juliane-Adelaide) – Regie: Lothar Müthel (Akademietheater Wien)
- 1946: Klabund: Der Kreidekreis (Haitang) – Regie: Falk Harnack (Theater am Ludwigsbau Augsburg) und andere
- 1947: Eugene O’Neill: Trauer muss Elektra tragen (Lavinia) – Regie: Alfred Noller (Deutsches Schauspielhaus Hamburg)
- 1947: Gerhart Hauptmann: Agamemnons Tod (Elektra) – Regie: Heinz Wolfgang Litten (Deutsches Theater Berlin – Kammerspiele)
- 1947: Gerhart Hauptmann: Elektra (Elektra) – Regie: Heinz Wolfgang Litten (Deutsches Theater Berlin – Kammerspiele)
- 1947:  Jewgeni Schwarz: Der Schatten (Prinzessin) – Regie: Gustaf Gründgens (Deutsches Theater Berlin – Kammerspiele)
- 1947: Paul Claudel, Arthur Honegger: Jeanne d’Arc auf dem Scheiterhaufen (Jeanne d’Arc) – Regie: Werner Kelch (Städtische Oper im Theater des Westens Berlin)
- 1948: William Shakespeare: Romeo und Julia (Julia)– Regie: Willi Schmidt (Deutsches Theater Berlin)
- 1948: Julius Hay: Haben (Arva Muri) – Regie: Falk Harnack (Deutsches Theater Berlin)
- 1948: Pedro Calderón de la Barca: Dame Kobold (Doña Angela) – Regie: Arthur Maria Rabenalt (Deutsches Theater Berlin – Kammerspiele)
- 1949: Gotthold Ephraim Lessing: Emilia Galotti (Emilia) – Regie: Falk Harnack (Deutsches Theater Berlin)
- 1949: Johann Wolfgang von Goethe: Faust. Eine Tragödie (Gretchen) – Regie: Wolfgang Langhoff (Deutsches Theater Berlin)
- 1950: William Shakespeare: Der Sturm (Ariel) – Regie: Lothar Müthel (Schlosspark Theater Berlin)
- 1951: Pierre Augustin Caron de Beaumarchais: Der tolle Tag oder Figaros Hochzeit (Susanne) – Regie: Günther Rennert (Schiller Theater Berlin)
- 1951: Eugène Scribe: Das Glas Wasser (Königin) – Regie: Helmut Käutner (Schlosspark Theater Berlin)
- 1951: Friedrich Schiller: Wilhelm Tell (Hedwig Tell) – Regie: Boleslaw Barlog (Schiller Theater Berlin)
- 1952: Ferdinand Raimund: Der Alpenkönig und der Menschenfeind (Kindermädchen) – Regie: Oscar Fritz Schuh (Schlosspark Theater Berlin)
- 1952: Knut Hamsun: Vom Teufel geholt – Regie: Lothar Müthel (Schiller Theater Berlin)
- 1952: William Shakespeare: Ein Sommernachtstraum (Titania) – Regie: Boleslaw Barlog (Schiller Theater Berlin)
- 1953: Henrik Ibsen: Nora oder Ein Puppenheim (Nora) – Regie: Boleslaw Barlog (Schlosspark Theater Berlin)
- 1954: Ulrich Becher: Madame Löwenzorn (Kellnerin) – Regie: Ludwig Berger (Schlosspark Theater Berlin)
- 1955: Ferdinand Bruckner: Napoleon I. (Marie-Luise) – Regie: Willi Schmidt (Schlosspark Theater Berlin)
- 1955: Jean Giraudoux: Um Lucretia (Lucile Blanchard) – Regie: Hans Lietzau (Schlosspark Theater Berlin)
- 1955: Federico García Lorca: Dona Rosita bleibt ledig (Dona Rosita) Heinrich Koch (Schlosspark Theater Berlin)
- 1955: Seán O’Casey: Der Preispokal (Mrs. Foran) – Regie: Fritz Kortner (Schiller Theater Berlin)
- 1956: N. Richard Nash: Der Regenmacher (Lizzy Curry) – Regie: Boleslaw Barlog (Schlosspark Theater Berlin)
- 1957: Ferdinand Raimund: Der Bauer als Millionär (Die Zufriedenheit) – Regie: Rudolf Steinboeck (Schiller Theater Berlin)
- 1957: Lope de Vega: Die kluge Närrin (Närrin) – Regie: Dietrich Haugk (Schlosspark Theater Berlin)
- 1957: Molière: Der eingebildete Kranke (Toinette) – Regie: Heinrich Schnitzler (Schlosspark Theater Berlin)
- 1958: Dorothy Lane: Happy End (Heilsarmee-Leutnant Lilian Holiday) – Regie: Peter Elsholtz (Hamburger Kammerspiele)
- 1958: Tennessee Williams: Endstation Sehnsucht (Blanche Du Bois) – Regie: Falk Harnack (Hamburger Kammerspiele)
- 1959: John Osborne: Epitaph für George Dillon (Tante Ruth Gray) – Regie: John Olden (Berliner Theater)
- 1960: William Saroyan: Pariser Komödie (Gräfin Dafon) – Regie: Boleslaw Bartok (Schlosspark Theater Berlin)
- 1961: J. M. Barrie: Der entscheidende Augenblick (mehrere Rollen) – Regie: Falk Harnack (Freie Volksbühne Berlin im Theater am Kurfürstendamm)
- 1962: Gerhart Hauptmann: Die Ratten (Alice Rütterbusch) – Regie: Boleslaw Barlog (Schiller Theater Berlin)
- 1962: Truman Capote: Die Grasharfe (Dolly Talbo) – Regie: Wolfgang Liebeneiner (Freie Volksbühne Berlin im Theater am Kurfürstendamm)
- 1964: Thornton Wilder: Unsere kleine Stadt (Mrs. Gibbs) – Regie: Karl-Heinz Stroux (Düsseldorfer Schauspielhaus)
- 1964: Neil Simon: Barfuß im Park (Mrs. Banks) – Regie: Harry Meyen (Komödie am Kurfürstendamm Berlin)
- 1967: Ödön von Horváth: Geschichten aus dem Wiener Wald (Mutter) – Regie: Max Peter Ammann (Schiller Theater Berlin)
- 1967: Carl Zuckmayer: Des Teufels General (Olivia Geiss) – Regie: Heinz Hilpert (Schiller Theater Berlin)
- 1968: Molière: Der Bürger als Edelmann (Frau Jourdain) – Regie: Max Peter Ammann (Schlosspark Theater Berlin)
- 1969: William Shakespeare: Antonius und Cleopatra (Charmion) – Regie: Fritz Kortner (Schiller Theater Berlin)
- 1970: Terence Rattigan: Staatsbesuch (Großherzogin Charles) – Regie: Klaus Wagner (Hebbel-Theater Berlin)
- 1972: George Bernard Shaw: Heiraten (Miss Lesbia) – Regie: Falk Harnack (Renaissance-Theater Berlin)

### Regisseurin
- 1963: Henrik Ibsen: Nora oder Ein Puppenheim (auch Rolle als Nora) (Staatstheater Kassel)

## Auszeichnungen
- 1954: Berliner Kunstpreis